# Santa Margherita Ligure
Santa Margherita Ligure (česky sv. Markéta Ligurská) je menší italské město v regionu Ligurie, v provincii Genova. Leží v severozápadní části Itálie, v Janovském zálivu, na pobřeží Ligurského moře. Je součástí Italské riviéry, respektive její východní části Riviery di Levante. Leží 30 km jihovýchodně od Janova, hlavního centra Ligurie. Jižně od města se rozkládá Přírodní park Portofino a turisticky oblíbená obec Portofino.

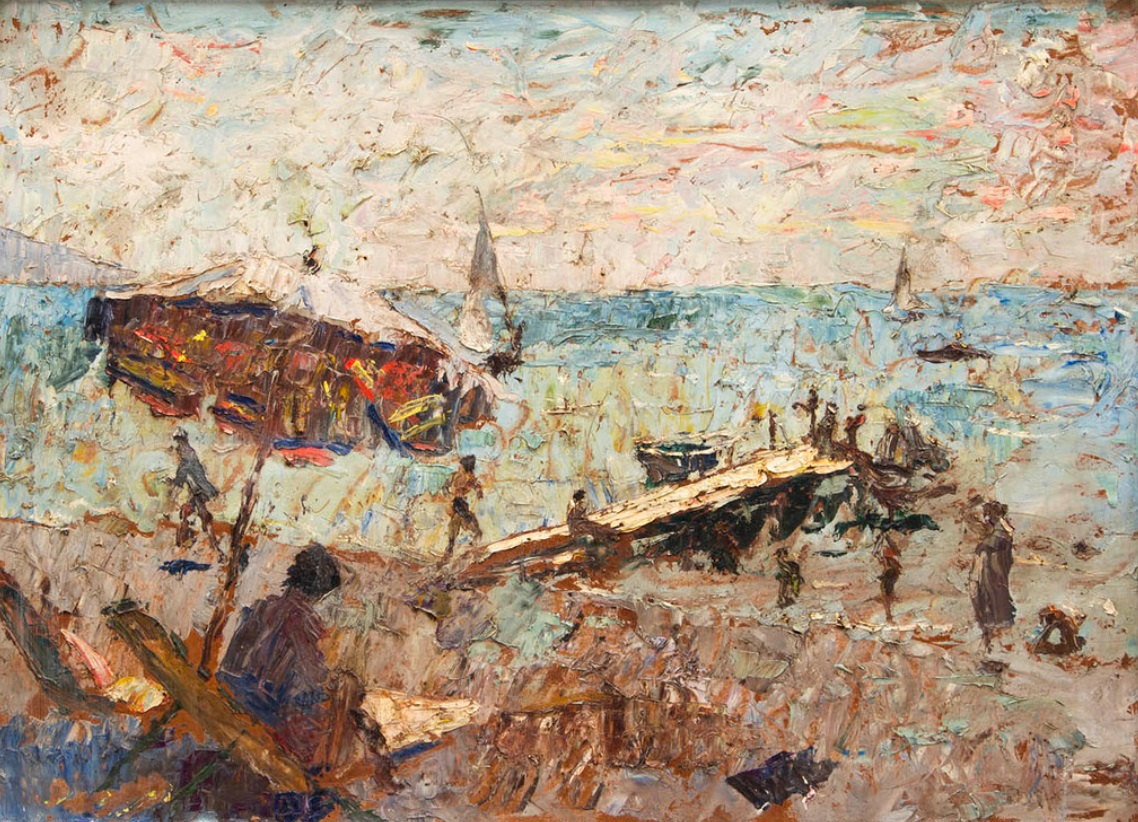
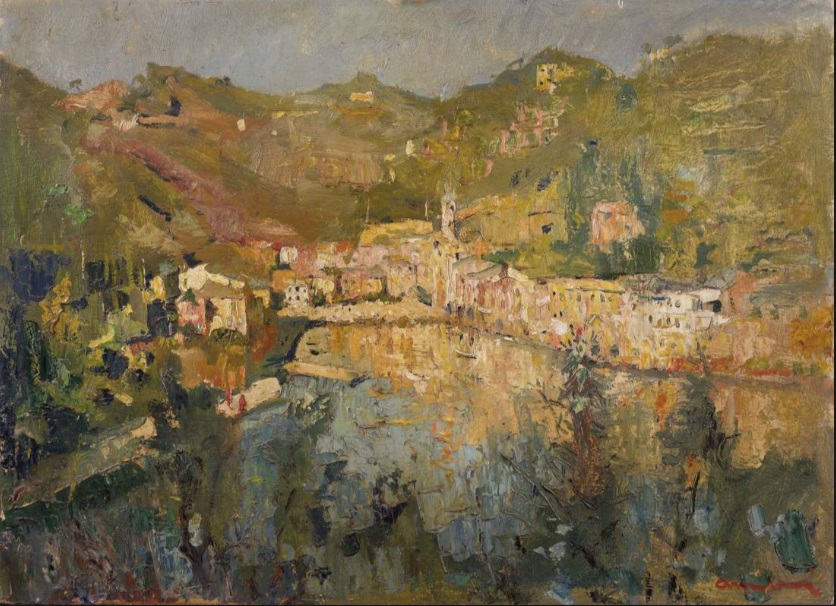
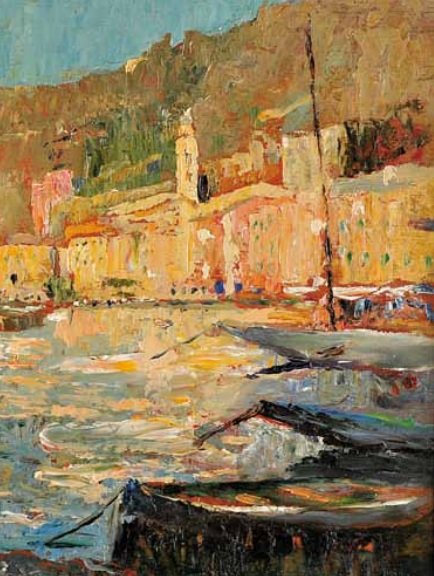
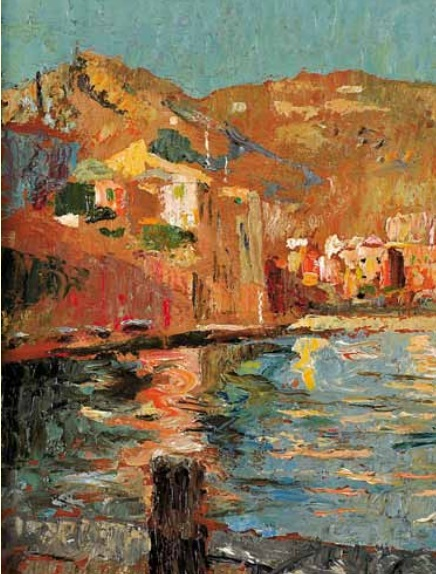
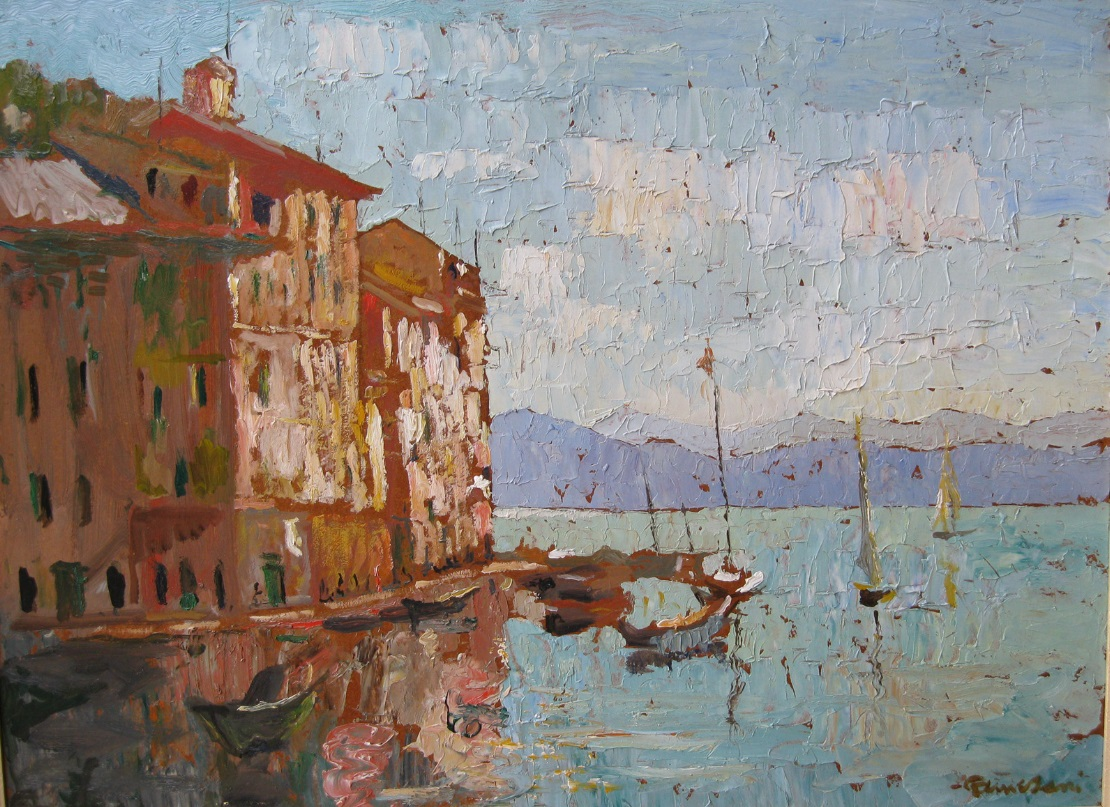
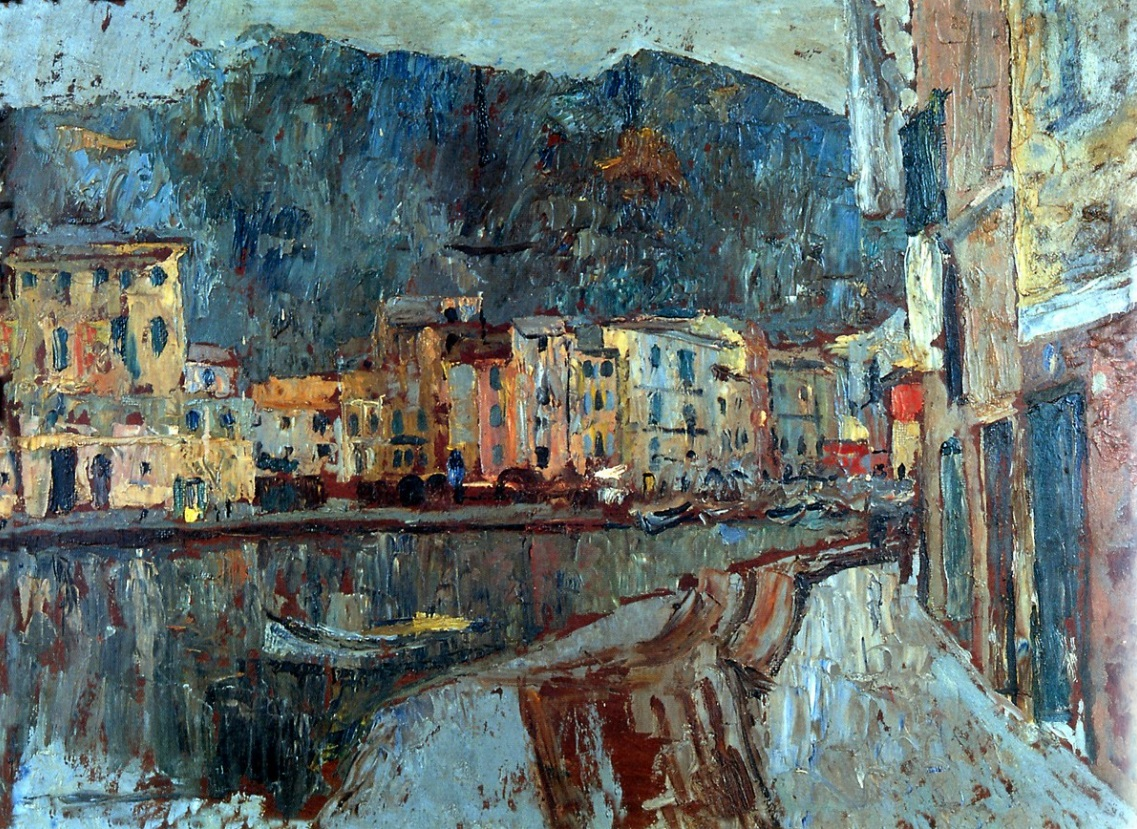
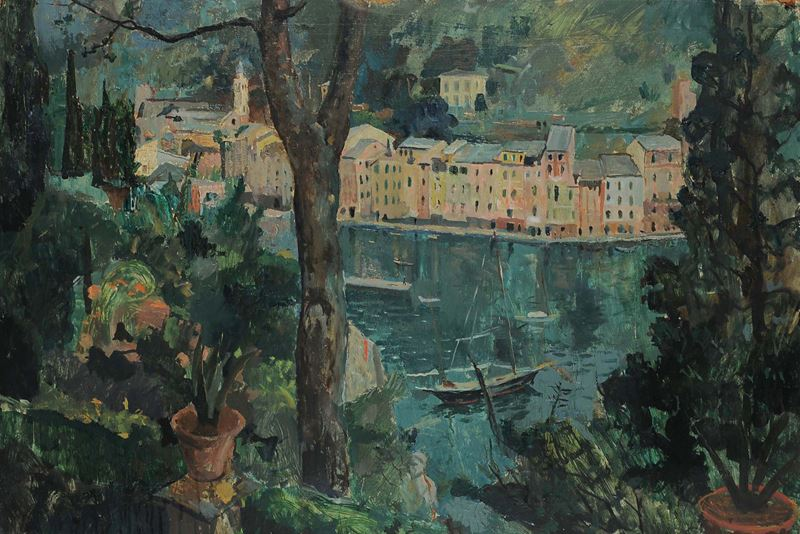
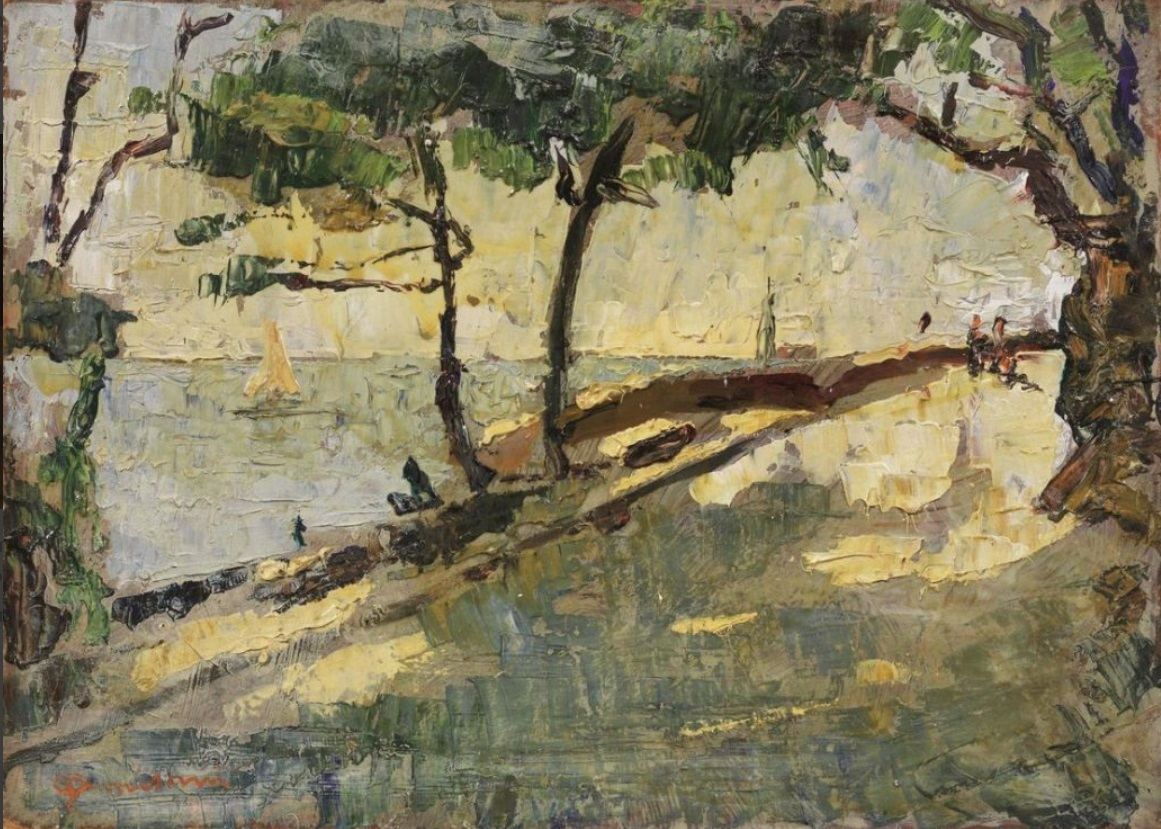
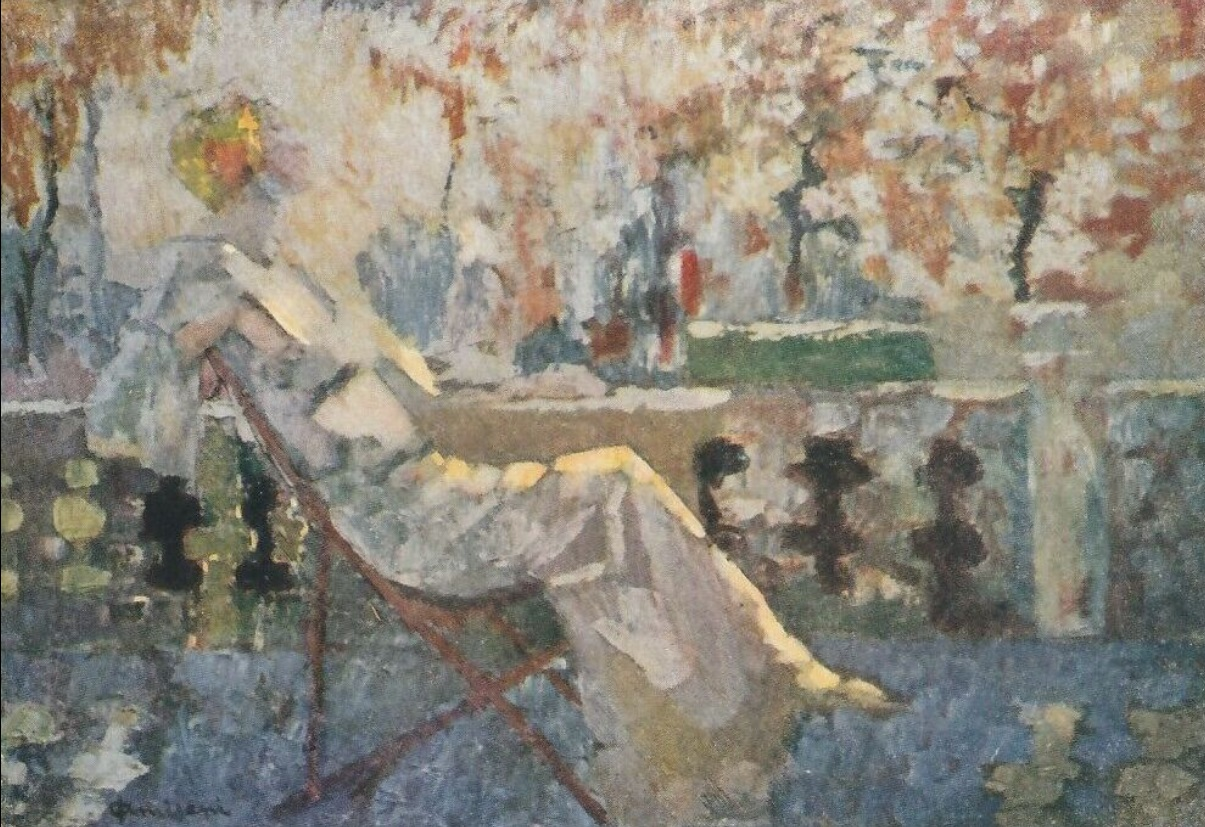